# Alberto Ricci
Alberto Ricci (Genova, 14 dicembre 1808 – Nizza, 22 febbraio 1876) è stato un diplomatico e politico italiano.

## Biografia
Appartenente a nobile casata genovese, eminente nelle vicende risorgimentali, suoi fratelli erano il Marchese Vincenzo Ricci, Magistrato, Deputato per Genova e Ministro per l'Interno, insieme a Lorenzo Pareto (Ministro per l'Estero), nel primo Governo costituzionale del Regno di Sardegna presieduto da Cesare Balbo (marzo-luglio 1848) e, successivamente, rivestì la carica di Ministro delle Finanze nei Governi Casati (luglio-agosto 1848), Gioberti (dicembre 1848-febbraio 1849) e Chiodo (febbraio-marzo 1849),  l'Ammiraglio Giovanni Ricci, Deputato per Genova e poi Senatore del Regno, nonché Ministro della Marina del Regno d'Italia nel Governo Farini, e il Generale Giuseppe Ricci, Deputato per Spezia. 
Fu Incaricato d'affari nel Regno delle Due Sicilie (31 gennaio 1841) e in Belgio (1 maggio 1842); Inviato straordinario e Ministro plenipotenziario in Belgio (19 maggio 1842-24 marzo 1847) (19 dicembre 1848-16 giugno 1849), nei Paesi Bassi (8 giugno 1844-6 maggio 1846), in Austria (26 maggio 1846), in Francia (3 ottobre 1848-5 gennaio 1849), in Prussia (5 febbraio 1850-1º giugno 1853) e infine in Sassonia (10 febbraio 1850-1856). Nel 1848 fu nominato Senatore del Regno di Sardegna.